# Theclinesthes eremicola
Theclinesthes eremicola är en fjärilsart som beskrevs av Johannes Karl Max Röber 1891. Theclinesthes eremicola ingår i släktet Theclinesthes och familjen juvelvingar. Inga underarter finns listade i Catalogue of Life.